# Гудаускас, Константин Кястутисович
Константин Кястутисович Гудаускас — гражданин Казахстана с литовскими корнями, спасший более 200 местных жителей из оккупированной Россией украинской Бучи во время проходивших там в то время массовых убийств российскими солдатами — резни в Буче.
По истории Константина была снята документальная драма «Буча». Фильм вышел в сентябре 2024 года.
Отец и дед Константина — литовцы, родом из деревни Иджоли в литовском Шилале. Константин родился в Казахстане. Родители Константина развелись, когда ему было 10 лет. Некоторое время Константин жил в Казахстане, был активистом, выступавшим за гражданские права. В 2019 году под угрозами репрессий вынужден был уехать из Казахстана, и поселился в Украине. Паспорт гражданина Казахстана — «дружественный» для россиян — во время оккупации помогал Константину в передвижениях через российские блокпосты.
В Украине Константин поселился в Буче. В это время он через интернет вышел на связь со своим отцом Кястутисом, с которым с того времени поддерживал тесный контакт. В течение российского вторжения отец Константина помогал с распределением гуманитарной помощи, возил ее во Львов, откуда Константин развозил ее по местам боевых действий. На Воскресение Христово 2022 года отец Константина Кястутис Гудаускас ушел из жизни.
Полномасштабное российское вторжение застало Константина в Буче. По его рассказу, стоя 24 февраля, в день начала вторжения, в очереди за хлебом, Константин размышлял о необходимости эвакуации. Хлеба ему не хватило, но незнакомая женщина, догнав Константина, поделилась с ним своим. Константин решил, что должен остаться и помогать людям. Все следующие дни он садился в авто и ехал в оккупированные пригороды Киева — в Бучу, Гостомель, Ирпень, Ворзель — вывозить людей.
После освобождения Киевской области Константин и семья героя Украины композитора Игоря Поклада, которых Константин тоже вывез из Ворзеля, основали международный гуманитарный фонд «Bucha Help» для помощи пострадавшим от российской войны.